# 福島県立いわき湯本高等学校
福島県立いわき湯本高等学校（ふくしまけんりつ いわきゆもとこうとうがっこう）は、福島県いわき市常磐上湯長谷町にある公立高等学校。

## 概要
2022年に湯本高校と遠野高校を統合し、福島県立いわき湯本高等学校として開校した。校舎は旧湯本高校の校舎をそのまま使用。

## 校訓
- 自立・友愛・創造[3]

## 沿革
- 2022年（令和4年）4月1日 - 開校。遠野高校は遠野校舎に移行[4]。
- 2024年（令和6年）3月31日 - 遠野校舎を廃止[4]。

## 設置課程
- 全日制課程
  - 普通科

## 部活動
- 運動系 - 卓球、バレーボール、バスケットボール、野球、ソフトテニス（軟式）、テニス（硬式）、陸上競技、ソフトボール、水泳、弓道、剣道、サッカー、バドミントン
- 文化系 - 写真、美術、吹奏楽、合唱、日本文化、理科、ESS（英会話）、フラダンス、家庭クラブ

## アクセス
- JR常磐線湯本駅 徒歩25分
- 新常磐交通「いわき湯本高校」停留所 徒歩3分